# Heil (Dakota del Norte)
Heil es un lugar designado por el censo ubicado en el condado de Grant en el estado estadounidense de Dakota del Norte. En el censo de 2010 tenía una población de 15 habitantes y una densidad poblacional de 28,96 personas por km².

## Geografía
Heil se encuentra ubicado en las coordenadas 46°23′21″N 101°42′4″O / 46.38917, -101.70111. Según la Oficina del Censo de los Estados Unidos, Heil tiene una superficie total de 0.52 km², de la cual 0.52 km² corresponden a tierra firme y (0%) 0 km² es agua.

## Demografía
Según el censo de 2010, había 15 personas residiendo en Heil. La densidad de población era de 28,96 hab./km². De los 15 habitantes, Heil estaba compuesto por el 100% blancos, el 0% eran afroamericanos, el 0% eran amerindios, el 0% eran asiáticos, el 0% eran isleños del Pacífico, el 0% eran de otras razas y el 0% pertenecían a dos o más razas. Del total de la población el 0% eran hispanos o latinos de cualquier raza.